# ピンク・アンド・グリーン

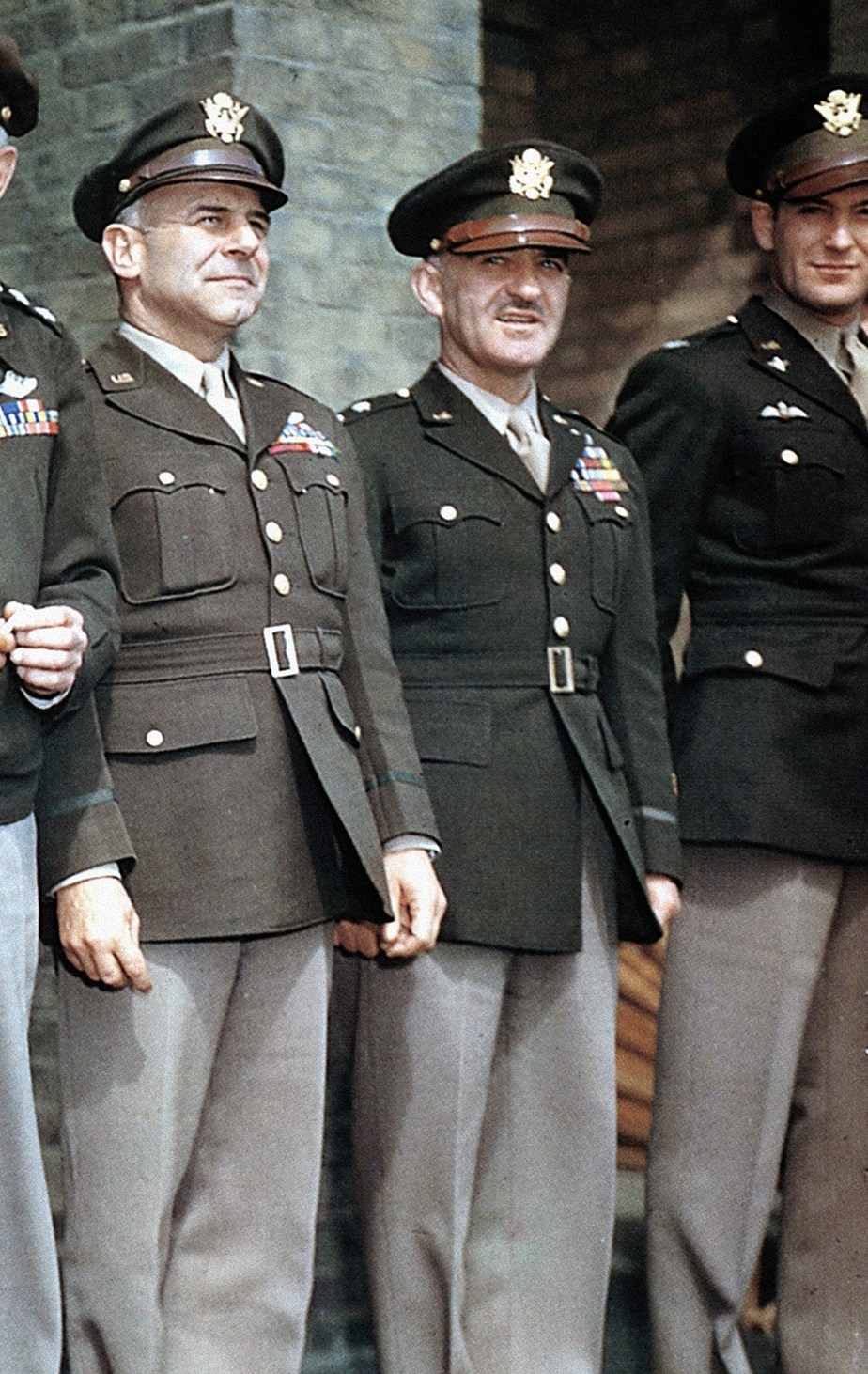
第二次世界大戦中に撮影された陸軍航空軍幹部ら。ピンク・アンド・グリーンの制服を着用している

ピンク・アンド・グリーン（Pinks and greens）は、20世紀初頭にアメリカ陸軍が採用した冬季勤務服の通称である。また、21世紀初頭に考案された類似のパターンの勤務服は、アーミー・グリーン（Army Green Service Uniform、AGSU）と呼ばれる。

## ピンク・アンド・グリーン
いわゆるピンク・アンド・グリーンの制服は、1920年代に初めて採用された。これは茶色がかった緑色（グリーン）のジャケットと、かすかにピンクがかった明るい色（ピンク）のズボンの組み合わせだった。1942年までは、茶色の革製サム・ブラウン・ベルトもアクセサリーとして含まれた。1944年、いわゆるアイゼンハワージャケットが任意で購入されるオプションとして導入された。
1948年以降、着用は勤務時間外および非公式な夜間の社交行事の際のみに限定された。1958年2月1日、陸軍の現役将校によるピンク・アンド・グリーンの着用が完全に禁止された。1959年10月1日、陸軍予備役および陸軍州兵においても着用が禁止された 。
ピンク・アンド・グリーンは、「陸軍が認めたものとしては、最も派手で目立つ制服の1つ」（one of the flashiest and most striking uniforms ever authorized by the Army）とも評された。

## アーミー・グリーン

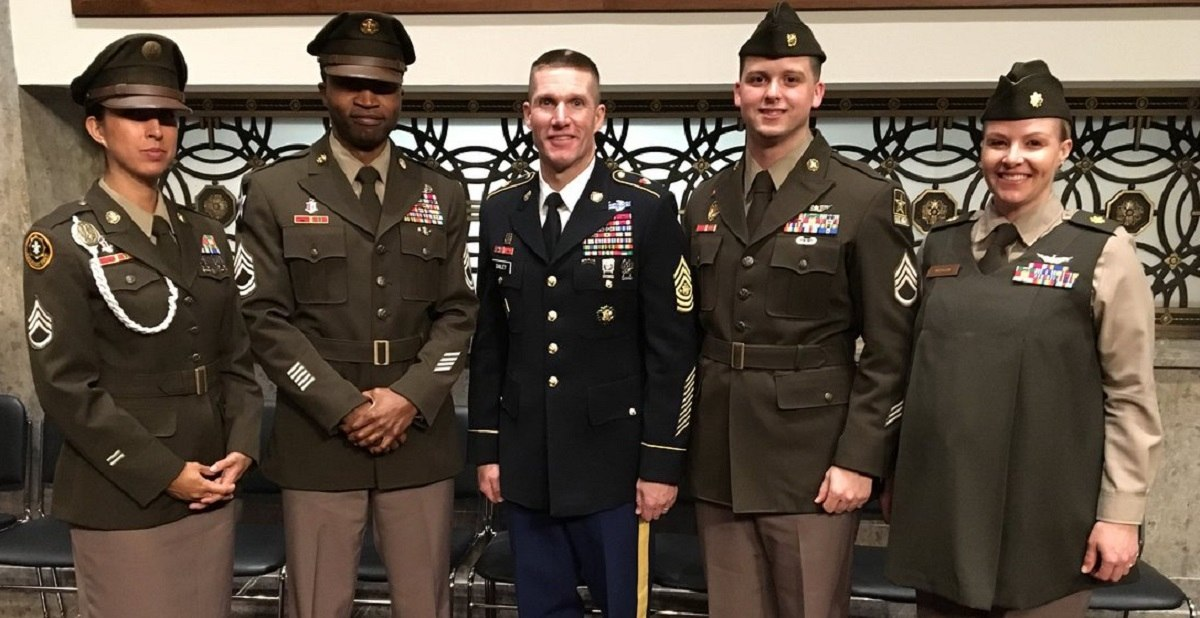
アーミー・グリーンの制服を着用した軍人ら。アーミー・グリーンは一般的な勤務服と位置づけられ、従来同じ用途で着用されてきた青色のアーミー・サービス・ユニフォーム（中央）は、式典やパレードでの礼装として用いられることとなった

ピンク・アンド・グリーンの廃止からおよそ60年後の2018年11月11日、陸軍はピンク・アンド・グリーンを踏襲して新たにデザインされた勤務服が2020年から認可され、2028年までに段階的に更新していく旨を発表した。新制服の採用は、1954年から着用されていた緑色のグリーン・サービス・ユニフォーム（勤務服）が2015年に廃止されたことで生じていた、青色のアーミー・サービス・ユニフォーム（礼装・勤務服）とアーミー・コンバット・ユニフォーム（野戦服）のギャップを埋めることを目的としていた。この決定に伴い、青色のアーミー・サービス・ユニフォームは、グリーン・サービス・ユニフォーム廃止前と同様に、式典等でのみ着用される礼装と位置づけられることになる。下士官兵は年間の衣類手当を利用してこの新制服を購入することが可能で、また「採用にあたってアメリカの納税者に課す負担は皆無であり、全てアメリカ製である」と説明された。
発表当時の陸軍最先任上級曹長ダニエル・A・デイリーによれば、陸軍は新制服の名称として、「ピンク・アンド・グリーン」ではなく「アーミー・グリーン」を選んだという。
2018年にデイリーが説明したところによれば、アーミー・グリーンにはオリーブグリーン色のギャリソンキャップが標準的に付属し、ベレー帽とサービスキャップ（官帽）はオプション品とされた。タンカージャケット、ボマージャケット、アイクジャケットもオプション品として用意された。発表の時点では正式決定には至っていなかったが、空挺隊員がアーミー・グリーンを着用する際には、茶色のジャンプブーツ（空挺靴）の着用を認めることが検討されていた。
女性兵士にも男性兵士と同様にパンツが標準的に支給され、スカートはオプション品となる。これは「性別に関わらず同じ兵士に見えるように」という女性兵士からの強い要望を受けての決定だった。

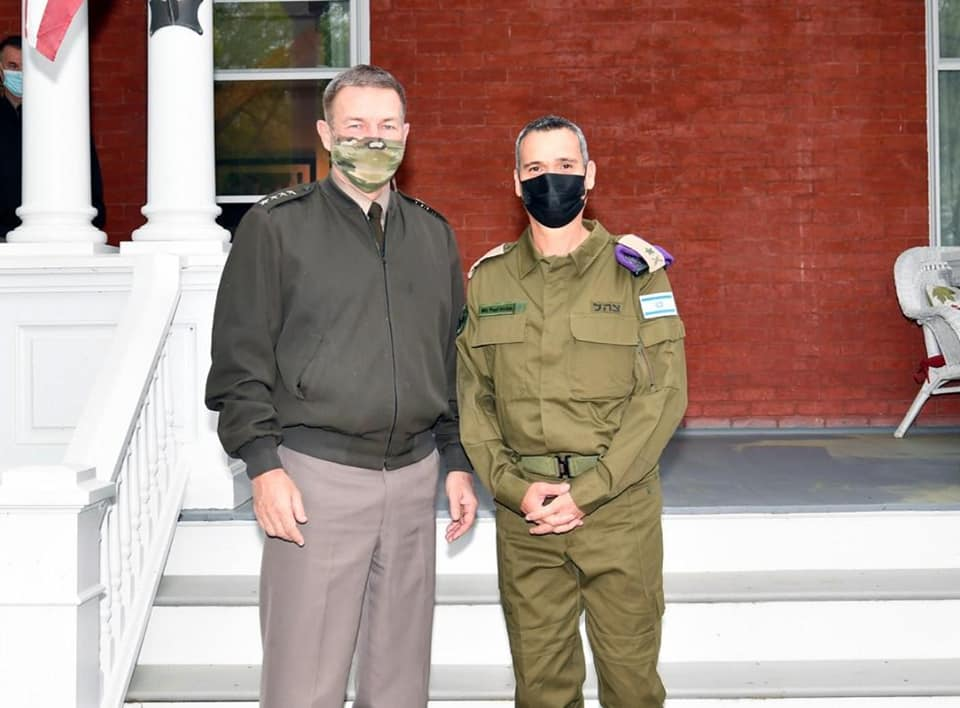
オプション品のタンカージャケットを着用した将校。
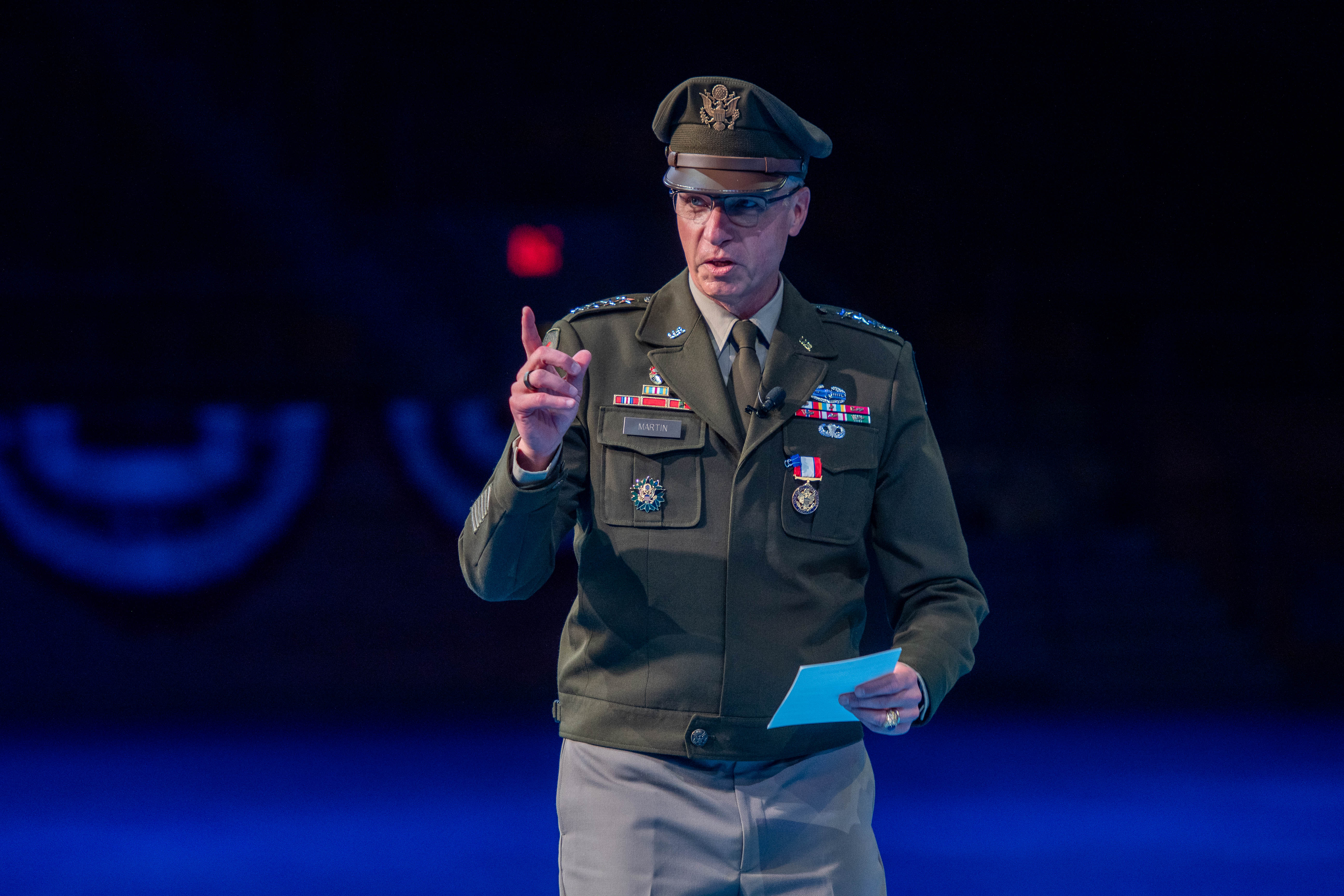
オプション品のアイクジャケットを着用した将校。
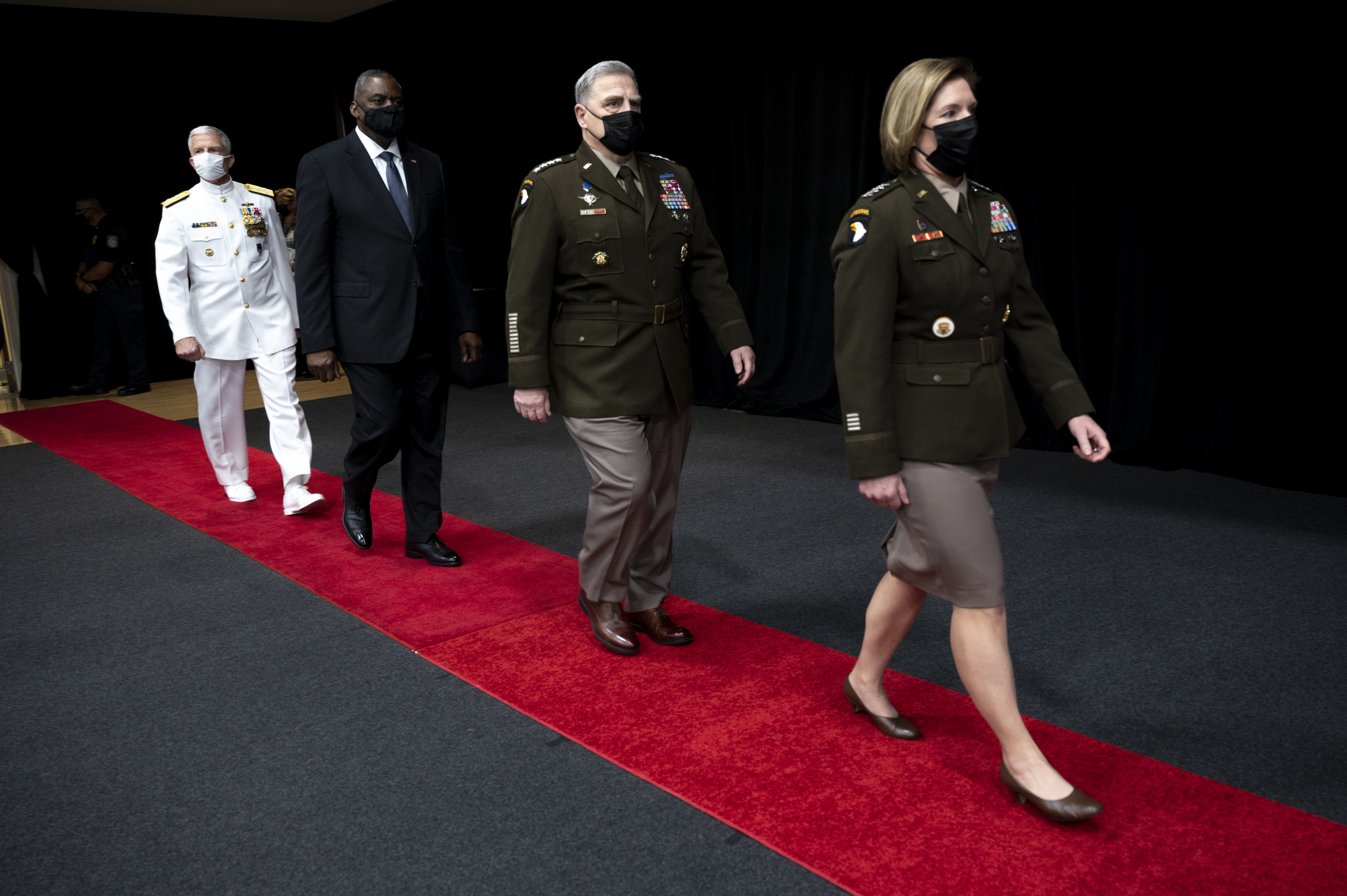
オプション品のスカートを着用した将校。